# Рекіта-де-Сус
Рекіта-де-Сус (рум. Răchita de Sus) — село у повіті Долж в Румунії. Входить до складу комуни Сяка-де-Педуре.
Село розташоване на відстані 217 км на захід від Бухареста, 36 км на захід від Крайови.

## Населення
За даними перепису населення 2002 року у селі проживали 237 осіб, усі — румуни. Усі жителі села рідною мовою назвали румунську.